# Travadja la moukère

Travadja la moukère est une chanson paillarde des soldats français en Algérie, connue en France au moins depuis les années 1910. La saynète Le Duo de « Lucie et du Docteur Marmeladruss », écrite par André Salmon et parue dans Les Marges de juillet 1911 est une parodie de Travadja. Le titre en est parfois orthographié Trabadja ou Ravadja la mouquère.
Paru en 1927, le roman La coalition, de Emmanuel Bove, cite « Tra vadja la mouckère » dans la bouche d'un personnage qui a été bataillonnaire en Afrique.
En 1934, dans le ﬁlm L’Atalante, réalisé par Jean Vigo, le personnage du père Jules (joué par Michel Simon) interprète le refrain « Travadja La Moukère, Travadja Bono » pour le personnage de Juliette dans une cabine du bateau. 
En 1942, la chanson de Maurice Chevalier, Ali Ben Baba, cite Travadja La Moukère dans son refrain.
Georges Bataille cite la chanson dans un carnet de 1944. 
Dans les années 1970, la chanson est enﬁn également chantée (« Trabadjâââ, la moukère… ») par Gaston dans un gag de la bande dessinée du même nom.
En 1993, la chanson Foule sentimentale d'Alain Souchon y fait référence :
« On nous Claudia Schiffer /
On nous Paul-Loup Sulitzer /
Oh, le mal qu'on peut nous faire /
Et qui ravagea la moukère /
Du ciel dévale /
Un désir qui nous emballe ».
Pour la musique le début de la chanson est inspiré d’une contredanse utilisée par Francois Francoeur en 1773 lors  du mariage du comte d’Artois à Versailles 

## Paroles
Travadja la moukère

Travadja bono

Trempe ton cul dans la soupière

Tu verras si c’est chaud

Et si c'est chaud, c'est que ça brule

Si ça brule, c'est que c'est chaud

Viens, viens, sous ma guitoune 

Viens, viens, dans ma casbah

Tralala les jambes en l'air

Tralala les jambes en bas

 

Les Bédouins embusqués derrière une colline 

En guise de pruneaux m’envoyèrent des pralines 

Par un éclat d’obus hélas je fus touché 

J’eus la poitrine enlevée et le ventre arraché. 

 

Travadja la moukère

Travadja bono

etc.

## Signification
- Travadja : travaille !
- Moukère : femme maghrébine ; (argot) maîtresse, prostituée (du dialecte algérien moukera : « femme », dérivation de l'espagnol mujer : « femme »[5]).
- Guitoune : tente de soldat ; (argot) érection[6].
- Casbah : citadelle nord-africaine ; (argot) maison, chambre ; (argot vulgaire) chambre d'un bordel où les prostituées attendent leurs clients[7].